# 미얀마의 대외 관계
역사적으로 긴장되었던 미얀마의 대외 관계, 특히 서방 국가들과의 관계는 2012년 이후 개선되었다. 2017년 로힝야족 학살과 2021년 미얀마 쿠데타로 인해 관계가 다시 한 번 긴장되었다. 미얀마 (버마라고도 함)는 일반적으로 인근 국가들과 더 따뜻한 관계를 유지해 왔으며 동남아시아 국가 연합의 회원국이다.

## 각국별 대외 관계

### 아시아

#### 대한민국
대한민국과 미얀마는 대체로 좋은 관계를 유지하고 있다. 미얀마는 서울에 대사관을 두고 있고, 대한민국은 양곤에 대사관을 두고 있다.

#### 방글라데시
미얀마와 방글라데시 간의 역사적 관계에는 벵골 왕국과 제국, 그리고 버마 왕국, 특히 아라칸 간의 수세기 동안의 무역, 문화적 상호작용 및 이주가 포함된다. 가장 두드러진 것은 벵골을 통해 자주 전해진 미얀마의 인도 불교 문화에서 볼 수 있으며, 이는 현재 미얀마에서 발견되는 인도 (벵골어 포함) 문화와 문명의 흔적을 남겼다. 두 나라는 대영 제국 시기에도 식민지 상업의 유산을 공유하고 있다. .
그러나 방글라데시의 지아우르 라만 치하에서 양국 관계는 악화되었다. 1978년 4월, 많은 수의 로힝야족 난민들이 갑자기 방글라데시에 도착하기 시작했다. 6월 한 달 동안 약 20만 명의 난민이 도착하여 피난처를 찾았다. 1979년 5월, 미얀마 대통령 네 윈은 방글라데시를 방문했다. 방문 기간 동안 5월 23일에 양국 간의 분단 협정이 체결되었다. 라만의 대통령 임기가 끝날 무렵 윈과 라만은 번갈아 가며 방문했다.
방글라데시 남부에 27만 명의 미얀마 무슬림 난민 (로힝야족)이 존재하면서 양국 관계에 짜증을 내는 경우가 많았는데, 이는 일반적으로 우호적인 관계이다. 벵골만에서 40년간의 해상 경계 분쟁은 2012년 3월, 유엔 재판소에서 양국이 해결했다.

#### 인도
미얀마와 인도 간의 양국 관계는 1993년 이후 마약 밀매, 민주주의 탄압, 미얀마 군사 정권의 통치와 관련된 이견을 극복하며 상당히 개선되었다. 미얀마는 북동인도의 미조람주, 마니푸르주, 나갈랜드주, 아루나찰프라데시주 남쪽에 위치해 있다. 중화인민공화국과의 근접성은 미얀마-인도 관계에 전략적으로 중요한 역할을 한다. 미얀마-인도 국경은 1,600km가 넘는다. 인도는 일반적으로 미얀마와 우호적이지만 부족 난민의 유입과 아웅산 수 찌 체포에 대해 우려하고 있다.
미얀마에서 중국의 영향력이 증가하고 미얀마-인도 국경을 따라 안전한 피난처와 무기 밀매가 발생함에 따라 인도는 최근 몇 년 동안 버마 연방과의 관계를 개선하기 위해 노력해 왔다. 북동인도의 고립된 지방과 만달레이를 연결하는 도로를 포함하여 중국, 미얀마와의 무역을 개방하고 미얀마 항구에 접근할 수 있는 등 다양한 경제 협정이 수립되었다. 그러나 인도와 미얀마 간의 관계는 과거에 미얀마 민주화 운동에 대한 인도의 지속적인 지지로 인해 긴장된 상태였다.
BBC와의 인터뷰에서 전 인도 국방부 장관이자 미얀마의 저명한 비평가인 조지 페르난데스는 코코 제도가 자와할랄 네루 전 인도 총리가 미얀마에 기증하기 전까지 인도의 일부였다고 말했다. 코코 제도는 인도 니코바르 제도에서 18km 떨어져 있다.

#### 조선민주주의인민공화국
미얀마와 조선민주주의인민공화국은 대체로 좋은 관계를 유지하고 있다. 미얀마는 평양에 대사관을 두고 있고 조선민주주의인민공화국은 양곤에 대사관을 두고 있다.

## 외교 대표 일정
2016년 1월, 연합 연대 및 개발당 임기가 끝날 때까지 미얀마는 36명의 대사, 3명의 총영사, 그리고 뉴욕 주재 유엔 상임대표를 역임했다. 미얀마는 114개의 독립 국가와 공식적인 관계를 수립했다.